# Джуліан Кінг
Джуліан Бересфорд Кінг (англ. Julian Beresford King; нар. 22 серпня 1964) — британський дипломат і політичний діяч, європейський комісар з питань безпеки (з 2016).

## Біографія
Народився в передмісті Бірмінгема Саттон Колдфілд, закінчив Оксфордський університет, де вивчав філософію. З 1985 року працював у Форін-офісі. У 1987—1989 роках закінчив Національну школу адміністрації в Парижі. Присвячений в лицарство королевою Єлизаветою II.
У 2006 році нагороджений ступенем Кавалера ордена Святого Михайла і Святого Георгія, в 2011 році — ступенем Командора Королівського Вікторіанського ордена. Обіймав різні посади в Брюсселі, Нью-Йорку, Парижі, Люксембурзі, Гаазі, Лісабоні та Лондоні. У 2008—2009 роках працював в апараті Європейської комісії (відповідав за кадрові питання в офісі єврокомісара із зовнішньої торгівлі Пітера Мандельсона і пізніше — в офісі Кетрін Ештон). У 2009—2011 роках Кінг був послом Великої Британії в Ірландії. У 2011—2014 роках був генеральним директором Міністерства у справах Північної Ірландії. У січні 2016 року призначений послом Великої Британії у Франції.
19 вересня 2016 року отримав посаду європейського комісара з питань безпеки (комісія Юнкера).

## Особисте життя
У 1992 році Кінг одружився в Гасконі на Лотте Кнудсен (англ. Lotte Knudsen), з якою познайомився в період навчання у Франції. Деякий час сім'я жила у Франції, Лотте працювала в апараті Європейської комісії в Брюсселі.